# تپه تقی‌آباد
تپه تقی‌آباد مربوط به عصر مس - هزاره ۴ قبل از میلاد است و در شهرستان خرم‌آباد، بخش زاغه، دهستان زاغه، روستای تقی‌آباد واقع شده و این اثر در تاریخ ۲۸ اسفند ۱۳۸۵ با شمارهٔ ثبت ۱۸۵۲۹ به‌عنوان یکی از آثار ملی ایران به ثبت رسیده است.